# Myzostoma bucchichii
Myzostoma bucchichii is een ringworm uit de familie Myzostomatidae.
Myzostoma bucchichii werd in 1887 voor het eerst wetenschappelijk beschreven door Wagner.